# Decimiana tessellata
 Decimiana tessellata es una especie de mantis de la familia Acanthopidae.

## Distribución geográfica
Se encuentra en Brasil y Paraguay.